# فرحان حسانی
فرحان حسانی (مقدونی: Ферхан Хасани؛ زادهٔ ۱۸ ژوئن ۱۹۹۰) بازیکن فوتبال اهل مقدونیه شمالی است.
از باشگاه‌هایی که در آن بازی کرده‌است می‌توان به باشگاه فوتبال اشکندیا، باشگاه فوتبال وولفسبورگ و باشگاه فوتبال بروندبی اشاره کرد.
وی همچنین در تیم‌های ملی فوتبال زیر ۲۱ سال مقدونیه شمالی و مقدونیه شمالی بازی کرده‌است.